# Битва на мосту у Алколеи
Битва на мосту у Алколеи (исп. Batalla del puente de Alcolea) — одно из первых сражений во время вторжения наполеоновских войск в Испанию, произошедшее 7 июня 1808 года в деревне Алколея в 10 км от Кордовы.

## Ход битвы
Важно отметить, что это было первое сражение французов против регулярных испанских войск. 24 мая генерал Пьер-Антуан Дюпон де л’Итан покинул Толедо, направляясь в Кадис с войском в 18 тыс. человек. По пути французов постоянно преследовали испанские партизаны, нападавшие на них по обеим сторонам Сьерра-Морены и в ущелье Деспеньяперрос, которое разделяет Кастилию-Ла-Манчу (включая Мадрид) и Андалусию.
В Алколеа около 3 тыс. солдат регулярных войск в сопровождении вооруженных гражданских лиц и при поддержке 12 орудий под общим командованием Педро Августина Эчеварри безуспешно пытались остановить превосходящие силы Дюпона на мосту через Гвадалквивир и были вынуждены отступить в Кордову. Дюпон захватил Кордову в тот же день, и в течение четырёх дней его войска грабили город.
Семьдесят военнослужащих, оставленных Дюпоном для защиты моста, были позже убиты партизанами во главе с мэром города Монторо Хуаном де ла Торре.
Одним из испанских солдат, сражавшихся в Алколеа, был Педро Августин Хирон, который впоследствии стал военным министром. Он также утверждал, что Эчеварри лично не участвовал в битве.

## Память
Для увековечивания этого сражения и награждения испанцев, принявших в нём участие, Фердинанд VII учредил медаль Крест Алколейского моста, которая состоит из андреевского креста с эмалевым гербом, увенчанного короной из лаврового и дубового венков; в центре, на белой глазури, изображён мост в окружении надписи «Битва при Алколеи» (исп. La batalla d'Alcolea), а на обороте написано «Свобода Испании, 7 июня 1808 года» (исп. Libertat de España, 7 de junio de 1808). Она носилась на зелёной ленте и делалась из золота для офицеров и из серебра для рядовых солдат.